# 12267 Denneau
12267 Denneau este o planetă minoră (asteroid) din centura de asteroizi. A fost descoperită pe 31 mai 1990 la Observatorul Național Kitt Peak de Spacewatch. 
Obiectul prezintă o orbită caracterizată de o semiaxă mare de 1,9282907 UAi, o excentricitate de 0,07, o înclinație de 19,15219 ° în raport cu ecliptica.